# Enrico Majoli
Enrico Majoli (Pontevico, 15 luglio 1937 – Cervia, 2002) è stato un incisore italiano di famiglia ravennate. Ha vissuto e lavorato a Milano..

## Biografia
Dal 1962 al 1964 è stato assistente alla cattedra di incisione presso l'Accademia di Belle Arti di Roma. Ha partecipato a tutte le mostre nazionali ed internazionali organizzate dal 1964 dall'Associazione Incisori Veneti. La Biblioteca Nazionale di Parigi ha acquistato quattro sue opere e tutta la sua produzione incisoria dal 1967 al 1976. sue opere si trovano anche al Museo Puškin di Mosca e alla Raccolta Bertarelli di Milano.

## Opere
- Immensità (1975)